# Ordinariato Militar da Áustria
O Ordinariato Militar da Áustria (em latim: Ordinariatus Militaris Austriae; em alemão:  Militärseelsorge Österreich) é o Ordinariato Militar da Igreja Católica na Áustria. Atualmente é regido pelo bispo Dom Christian Werner.

## Território
A sede militar é a Catedral de São Jorge, localizada em Wiener Neustadt.

## História
O vicariato militar para o Império Austro-Húngaro foi erigido em 22 de dezembro de 1773, e foi preservado, mesmo no outono de 1918, mas foi fechado após o Anschluss, e restaurado em 21 de fevereiro de 1959. Em 21 de julho de 1986, foi elevado a Ordinariato Militar através da bula papal Spirituali militum curae do Papa João Paulo II.

## Líderes
|                 | Nome                                | Período   | Notas                         |
| Bispos          | Bispos                              | Bispos    | Bispos                        |
| --------------- | ----------------------------------- | --------- | ----------------------------- |
| 20º             | Werner Freistetter                  | 2015-     | Atual                         |
| 19º             | Christian Werner                    | 1994-2015 |                               |
| 18º             | Alfred Kostelecky                   | 1990-1994 |                               |
| 17º             | Zak Franz                           | 1969-1985 |                               |
| 16º             | Franz König                         | 1959-1969 |                               |
| 15º             | Anton Allmer                        | 1927-1938 |                               |
| 14º             | Ferdinand Pawlikowski               | 1918-1927 |                               |
| 13º             | Emmerich Bjelik                     | 1913-1918 |                               |
| 12º             | Koloman Belepotoczky                | 1890-1911 |                               |
| 11º             | Anton Josef Gruscha                 | 1878-1890 | Nomeado Arcebispo de Viena    |
| 10º             | Agosto Landt                        | 1875-1878 |                               |
| 9º              | Dominik Mayer                       | 1863-1875 |                               |
| 8º              | Johann Michael Leonhard             | 1835-1863 |                               |
| 7º              | Johann Michael Wagner               | 1833-1836 | Nomeado Bispo de Sankt Pölten |
| 6º              | Vinzenz Billig                      | 1831-1832 |                               |
| 5º              | Josef Alois Schachtner              | 1827-1830 |                               |
| 4º              | Joseph Chrysostomus Pauer           | 1815-1824 | Nomeado Bispo de Sankt Pölten |
| 3º              | Joseph Godfried van Crüts Creits    | 1803-1815 |                               |
| 2º              | Sigismund Anton von Hohenwart, S.J. | 1792-1803 |                               |
| 1º              | Johann Heinrich von Kerens, S.J.    | 1773-1792 |                               |
| Bispo-coadjutor |                                     |           |                               |
|                 | Christian Werner                    | 1992-1994 |                               |

- - Período em que foi fechado devido ao Anschluss 1938-1959